# گرمایش و تهویه‌هوا

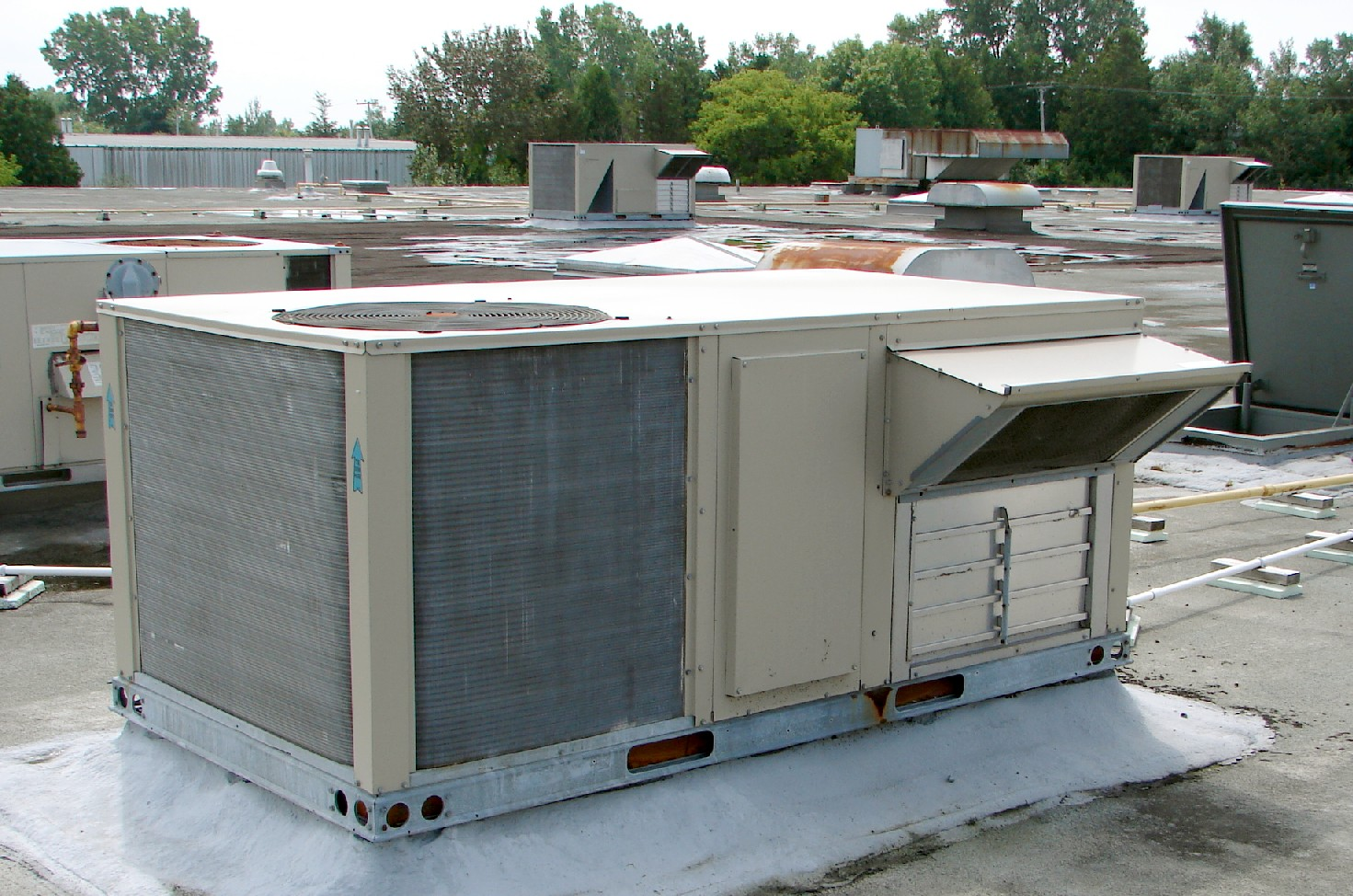
سامانه تهویه هوا مطبوع پشت بام با منظره دریچه ورودی هوای تازه

گرمایش و تهویه‌هوا یا ایچ‌وی‌ای‌سی یا ایچ واک (به انگلیسی: HVAC) مخفف حروف ابتدایی 'Heating, Ventilating and Air Conditioning که به مجموعه فن‌آوری‌های مربوط به «گرمایش، تهویه و تهویه مطبوع» گفته می‌شود که در برگیرنده فناوری‌های مربوط به ایجاد آسایش از طریق تهویه و ایجاد شرایط دمایی مطبوع برای محیط‌های داخلی ساختمان است. طراحی سامانه‌های ایچ‌وی‌ای‌سی یکی از زیرگروه‌های اصلی مهندسی مکانیک و بر اساس اصول ترمودینامیک، مکانیک شاره‌ها و انتقال گرما شکل گرفته‌است. گاهی بحث مربوط به سردسازی (Refrigeration) نیز به آن اضافه می‌شود و نام آن به صورت ایچ‌وی‌ای‌سی‌آر (HVACR) یا ایچ‌وی‌ای‌سی و آر (HVAC&R) بیان می‌شود حتی در برخی موارد بحث تهویه (ventilating) از آن حذف شده و به صورت ایچ‌ای‌سی‌آر (HACR) نیز به‌کار می‌رود. ایچ‌وی‌ای‌سی نقش مهمی در طراحی ساختمان‌های اداری و صنعتی متوسط تا بزرگ مانند آسمان‌خراش‌ها و محیط‌های دریایی مانند آکواریوم‌ها، که ایمنی و سلامت محیطی تابع تغییرات رطوبتی و دما است، دارد.

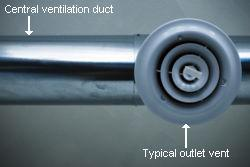
کانال‌های هوا نقش مهمی در سامانه‌های ایچ‌وی‌ای‌سی بعهده دارند

## تاریخچه
پایه و اساس صنعت گرمایش، تهویه و تهویه مطبوع توسط اختراعات و اکتشافات افرادی مانند مایکل فارادی، ویلیس کریر، روبن‌ترین، جیمز ژول، ویلیام رانکین و نیکولا سعدی کارنو گذاشته شده‌است.

## سابقه و هدف

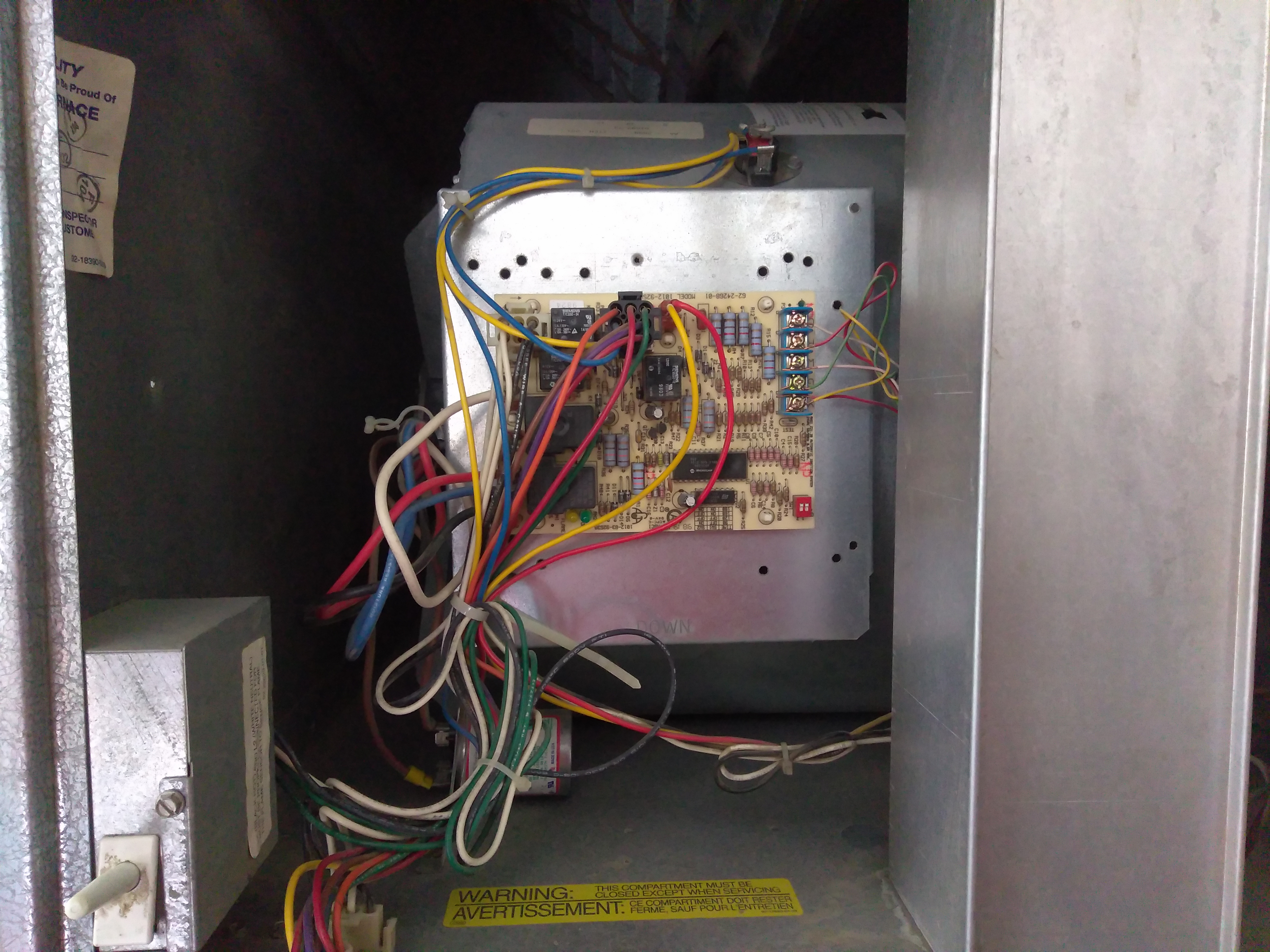
مدار کنترل در نصب سامانه تهویه خانگی. سیم‌های متصل به بلوک ترمینال آبی در سمت راست بالای صفحه به ترموستات منتهی می‌شوند. محفظه فن درست در پشت تخته قرار دارد و فیلترها در بالا دیده می‌شوند. سوئیچ اتصال ایمنی در پایین سمت چپ قرار دارد.

اختراع دستگاه‌های مرتبط با سامانه‌های ایچ‌وی‌ای‌سی هم‌زمان با شروع انقلاب صنعتی، بهره‌گیری از روش‌های جدید مدرن سازی، دستیابی به بهره‌وری بالاتر و ایجاد سامانه‌های کنترل توسط مخترعان و شرکت‌های مختلف در سراسر جهان به‌طور پیوسته آغاز شد. ارتباط سه عامل گرمایش، تهویه و تهویه مطبوع باعث فراهم آوری آسایش حرارتی در ساختمان‌ها، کیفیت مناسب هوای داخل ساختمان‌ها و هزینه‌های مناسب مربوط به نصب، راه‌اندازی و تعمیر و نگهداری این سامانه‌ها گردید. این سامانه‌ها عمل تهویه را با کاهش نفوذ هوا و حفظ فشار میان محیط‌های مرتبط با هم انجام می‌دهند. چگونگی پخش و جمع‌آوری هوا در محیط‌ها، باعنوان سامانه «توزیع هوا در محیط» شناخته می‌شود. سرمایه‌گذاری جهانی در صنعت ایچ‌وی‌ای‌سی از طریق ایجاد فرصت‌های شغلی برای راه‌اندازی و تعمیر و نگهداری، طراحی و ساخت، ساخت و فروش قطعات و آموزش و تحقیقات در این سامانه‌ها صورت می‌گیرد.

## گرمایش

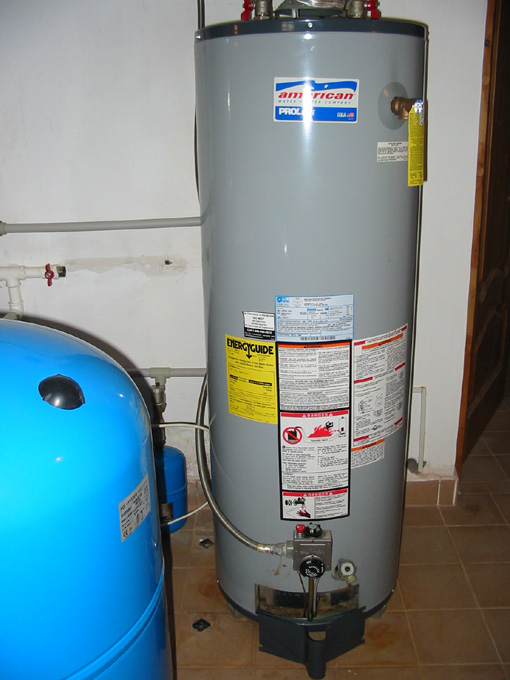
یک آبگرمکن گازی برای گرمایش آب و ساختمان

انواع مختلفی از سامانه‌های گرمایشی استاندارد وجود دارد. یکی از آنها سیستم گرمایش مرکزی است که در مناطق با آب‌وهوای سرد برای خانه‌های شخصی و ساختمان‌های عمومی از گرمایش مرکزی (شوفاژ) برای گرم کردن استفاده می‌کنند. چنین سامانه‌هایی شامل یک دیگ بخار، کوره (مشعل) یا پمپ گرمایی برای گرم کردن آب، بخار یا هوا هستند که همه این‌ها در یک مکان مرکزی مانند موتورخانه در یک خانه یا اتاق تأسیسات در ساختمان‌های بزرگ قرار می‌گیرند. یکی دیگر از متداول‌ترین سیستم‌ها که سیستمی مستقل و محلی است دستگاه پکیج و رادیاتور می‌باشد که پکیج هم آب گرم مورد نیاز برای شستشو را فراهم می‌کند و هم با متصل نمودن این آب گرم به رادیاتورها می‌توان از گرمایشی مطبوع بهره برد. در هر دو این سیستم‌ها در واقع آب به نحوی توسط یک مشعل گازسوز گرم می‌شود و سپس به سیستم‌های پایانی مثل رادیاتورها، فن کویل‌ها، لوله‌های گرمایش از کف و سیستم‌های قرنیزی و … ارسال می‌گردد. به جز آب گرم می‌توان از پمپ‌های حرارتی نیز برای گرمایش بهره برد که یک نمونه آن اسپلیت یا کولر گازی است که هم می‌تواند کار سرمایش و هم گرمایش انجام دهد که در واقع دیگر آب گرمی در کار نیست و گرمایش نیز با مصرف برق صورت می‌پذیرد.

## تهویه

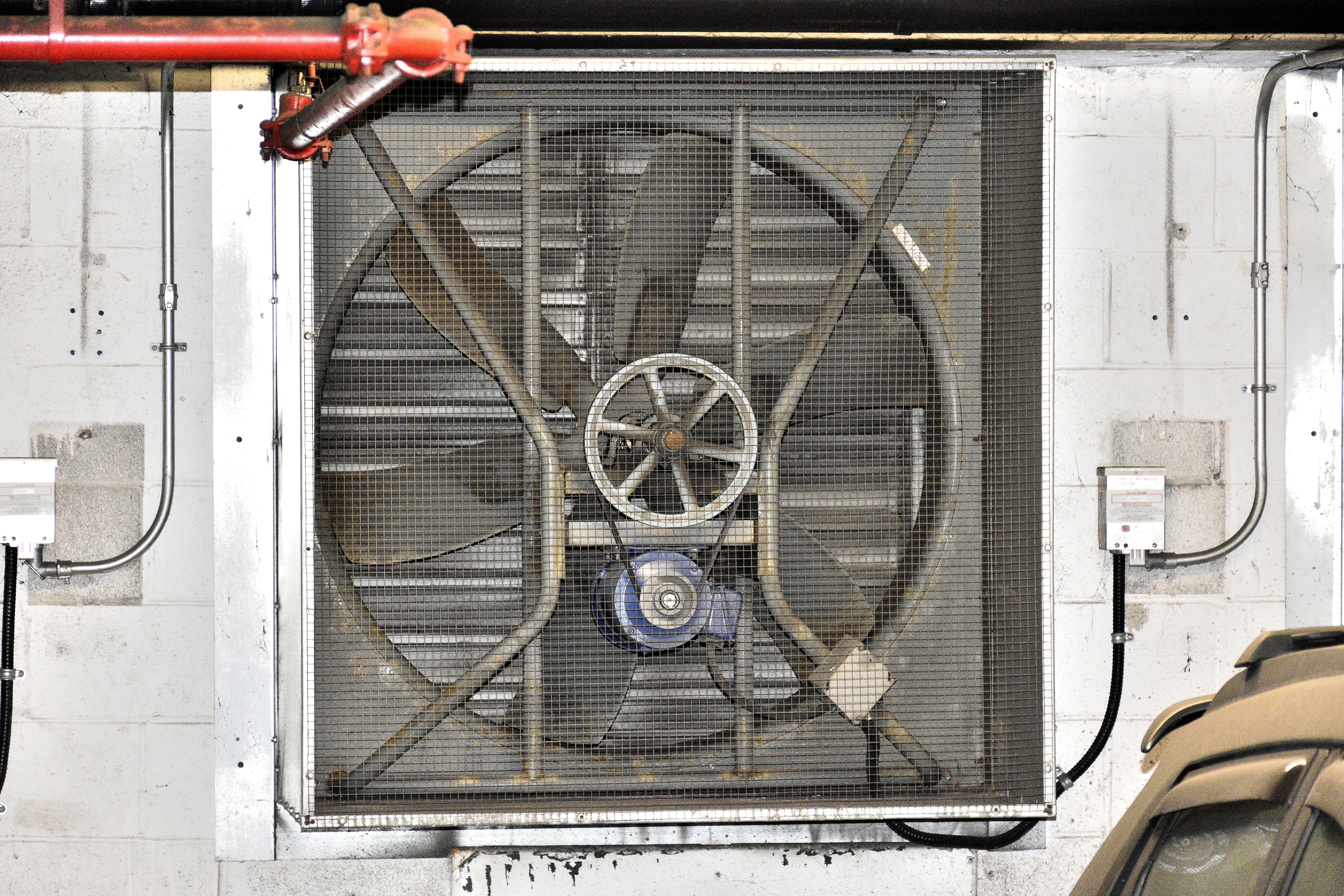
فن اگزوز تسمه ای صنعتی که برای برآورده کردن الزامات جریان هوا در پارکینگ زیرزمینی استفاده می شود.

تهویه فرایندی برای کنترل دما یا زدودن رطوبت، بو، دود، گرما، گردوغبار و باکتری‌ها توسط تعویض و جابه‌جایی هوای یک محیط است. تهویه شامل تبادل هوا بین خارج و داخل ساختمان و ایجاد گردش هوا در آن و همچنین یکی از عوامل مهم در حفظ کیفیت هوای داخل ساختمان است.
تهویه در ساختمان‌ها به دو صورت مکانیکی و طبیعی صورت می‌گیرد. از تهویه برای دفع بوهای نامطبوع و رطوبت بیش از حد استفاده می‌شود به این صورت که با ارسال هوا به خارج از ساختمان و گردش هوا در داخل آن از سکون هوا در محیط داخل ساختمان جلوگیری می‌شود.

## تهویه مطبوع

یک نمودار ساده یک چرخه تبرید: ۱) سیم پیچ متراکم، ۲) شیر انبساط، ۳) سیم پیچ اواپراتور، ۴) کمپرسور

سامانه‌های تهویه مطبوع و سردسازی برای رفع گرما ایجاد شده‌اند. سرما به معنای نبود گرماست و تمام سامانه‌های تهویه مطبوع برطبق این اصل مهم عمل می‌کنند. حذف گرما می‌تواند از طریق فرایندهای تابش، همرفت یا چرخه تبرید صورت گیرد. یک سامانه تهویه مطبوع یا یک سامانه تهویه مطبوع مستقل برای یک خانه یا ساختمان، ایجاد سرما، تهویه و کنترل رطوبت را فراهم می‌آورد.

### چرخه تبرید
چرخه تبرید از چهار عنصر اساسی برای خنک سازی استفاده می‌کند که عبارتند از کمپرسور، کندانسور، دستگاه اندازه‌گیری و اواپراتور.
- در ورودی کمپرسور، مبرد داخل سامانه در حالت کم فشار، دمای پایین، به صورت گاز است. کمپرسور پمپ‌های گاز مبرد تا دما و فشار بالا.
- از آنجا وارد مبدل حرارتی می‌شود (که گاهی کوئل متراکم یا کندانسور نامیده می‌شود) در این قسمت گرما را به بیرون می‌دهد و سرد می‌شود سپس در فاز مایع خود متراکم می‌شود.
- یک شیر انبساط (دستگاه اندازه‌گیری نیز نامیده می‌شود) جریان مایعات مبرد را با سرعت مناسب تنظیم می‌کند.
- مبرد مایع به مبدل حرارتی دیگری برگردانده می‌شود که در آن امکان تبخیر وجود دارد، از این رو مبدل حرارتی را اغلب کویل تبخیر یا اواپراتور می‌نامند. همان‌طور که مبرد مایع تبخیر می‌شود، گرمای هوا را جذب می‌کند، به کمپرسور برمی گردد و چرخه را تکرار می‌کند. در این فرایند، گرما از داخل خانه جذب شده و در فضای باز منتقل می‌شود و در نتیجه ساختمان خنک می‌شود.

در آب و هوای متغیر، این سامانه ممکن است شامل یک دریچه معکوس باشد که از گرم شدن در زمستان به خنک شدن در تابستان تغییر می‌کند. با وارونه سازی جریان مبرد، چرخه تبرید پمپ حرارتی از خنک‌کننده به گرمایش یا بالعکس تغییر می‌یابد. این اجازه می‌دهد تا تأسیساتی توسط یک قطعه از تجهیزات با همان ابزار و با همان سخت‌افزار گرم و سرد شود.

## سلامت سامانه تهویه‌هوا

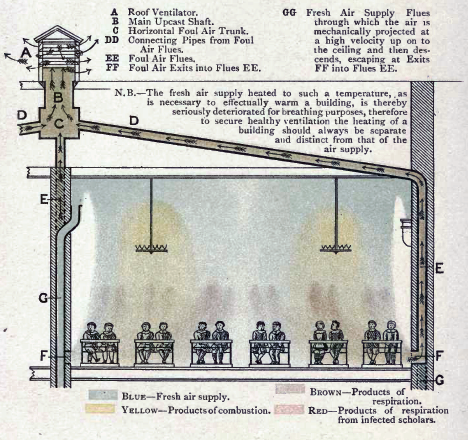
سامانه تهویه یک کلاس درس در سال ۱۸۹۹

اجزای سامانه HVAC معمولاً در محیطی گرم، تاریک و مرطوب کار می‌کنند که شرایط مطلوب رشد انواع قارچ و باکتری است. آلودگی قارچی بوهایی را به وجود می‌آورد که کارایی سامانه را پایین می‌آورد.
در آزمایش‌های انجام شده برای مقایسه کارکرد آلومینیوم و مس، کی ول(Keevil) و همکارانش در سپتامبر ۲۰۱۰ در بیرمنگام، نتیجه تحقیق را اعلام کردند؛ مس با سرکوب رشد باکتری و کپک، سلامت سامانه را تأمین می‌کند. مس همچنین، از جوانه زنی اسپورهای موجود جلوگیری کرده و خطر آزاد شدن اسپورها را کاهش می‌دهد. مس جایگزین ارزشمندی به جای آلومینیوم است، به ویژه در بیمارستان‌ها که بیماران مستعد عفونت‌های قارچی می‌باشند. این ادعا طی سال‌های ۲۰۰۷ تا۲۰۱۲ توسط EPA تأیید شد و به ثبت رسید.
آزمایش دیگر از سوی وزارت دفاع ایالات متحده آمریکا، توسط اشمیت (Schmidt) و همکارانش در سال ۲۰۱۲ انجام شد و نتایج زیر را نشان داد: آلومینیوم معمولی مورد استفاده در دستگاه‌های تهویه، گسترش پایدار ترکیب باکتریایی/قارچی را بیش از ۴۷۰۰۰ ارگانیسم در هر سانتیمتر مربع طی مدت ۴ هفته نشان داد. درحالی‌که سطح مس، در همان مدت، میزان ارگانیسم‌ها را تا ۹۹٫۹۷٪ کاهش داد.

## فیلتراسیون و تمیز کردن هوا
تمیز کردن و فیلتراسیون هوا ذرات، آلودگی‌ها، بخارات و گازهای موجود در هوا را از بین می‌برد. سپس از هوای فیلتر شده و تمیز در گرمایش، تهویه و تهویه هوا استفاده می‌شود.
میزان تصفیه هوای پاک (CADR) مقدار هوای تمیزی است که یک دستگاه تصفیه هوا به یک اتاق یا مکان ارائه می‌دهد. هنگام تعیین CADR، میزان جریان هوا در یک فضا در نظر گرفته می‌شود. به عنوان مثال، یک دستگاه تصفیه هوا با دبی ۳۰ متر مکعب (۱۰۰۰ فوت مکعب) در دقیقه و بازده۵۰٪ CADR ۱۵ متر مکعب (۵۰۰ فوت) قدرت در دقیقه دارد.